# Toguchinsky (huyện)
Huyện Toguchinsky (tiếng Nga: ? райо́н) là một huyện hành chính tự quản (raion), của Tỉnh Novosibirsk, Nga. Huyện có diện tích 5975 km², dân số thời điểm ngày 1 tháng 1 năm 2000 là 68900 người. Trung tâm của huyện đóng ở Toguchin.